# Исаков, Юрий Андреевич (Герой Социалистического Труда)
Юрий Андреевич Исаков (род. 24 декабря 1933, Немятово-2, Ленинградская область) — передовик советского машиностроения, фрезеровщик Научно-исследовательского института измерительной техники Министерства общего машиностроения СССР, Московской области, Герой Социалистического Труда (1975).

## Биография
Родился 24 декабря 1933 года в деревне Немятово-2 Волоховского района Ленинградской области в русской семье. В 1950 году завершил обучение в ремесленном училище в городе Ленинграде, получил специальность фрезеровщик с установленным высоким 5-м разрядом. Был направлен на работу на Ленинградский завод полиграфических машин «Линотип». Позже был призван в ряды Советской Армии, проходил службу в военно-морском флоте.
После демобилизации в 1958 году, женившись, переехал в город Щёлково Московской области. Затем трудоустроился фрезеровщиком в 112-м цехе ЦНИИмаша в городе Калининграде (с 1996 года город Королёв) Московской области. Участвовал в изготовлении многих приборов для космической ракетной отрасли. В 1962 году перешёл работать фрезеровщиком и расточником в цех № 101 на новое предприятие Научно-исследовательского института измерительной техники.
За выдающиеся заслуги в создании специальной связи закрытым Указом Президиума Верховного Совета СССР от 17 октября 1975 года Юрию Андреевичу Исакову было присвоено звание Героя Социалистического Труда с вручением ордена Ленина и золотой медали «Серп и Молот».
В дальнейшем продолжал трудовую деятельность. Позже вышел на пенсию.
Почётный гражданин города Королёв Московской области.
Проживает в Королёве Московской области.

## Награды
За трудовые успехи удостоен:
- золотая звезда «Серп и Молот» (17.10.1975),
- орден Ленина (17.10.1975),
- Орден Октябрьской Революции (10.10.1988),
- Орден Трудового Красного Знамени (29.08.1969),
- Ветеран космонавтики,
- Почётный гражданин города Королёв Московской области
- другие медали.